# Velletri rosso
Il Velletri rosso è un vino DOC la cui produzione è consentita nelle province di Latina e Roma.

## Caratteristiche organolettiche
- colore: rubino più o meno intenso, tendente al granato per il riserva.[1]
- odore: vinoso intenso, profumo etereo per il tipo invecchiato.[1]
- sapore: secco, amabile, vellutato, armonico, giustamente tannico.[1]

## Abbinamenti consigliati
- Fegatelli di maiale
- Pasta e fagioli

## Produzione
Provincia, stagione, volume in ettolitri
- Latina  (1990/91)  125,06
- Latina  (1991/92)  156,71
- Latina  (1992/93)  156,71
- Latina  (1993/94)  194,55
- Latina  (1994/95)  38,35
- Latina  (1995/96)  23,4
- Latina  (1996/97)  20,02
- Roma  (1990/91)  6347,0
- Roma  (1991/92)  4979,68
- Roma  (1992/93)  3521,48
- Roma  (1993/94)  6062,61
- Roma  (1994/95)  5047,24
- Roma  (1995/96)  3357,77